# Ermida de Santa Luzia (Pias)
A Ermida de Santa Luzia localiza-se na estrada Pias-Moura, a 2 quilómetros da vila de Pias, na freguesia de Pias, Município de Serpa, distrito de Beja, em Portugal.

## História
Foi edificada durante a Idade Moderna, provavelmente, nos inícios do século XVI.
Encontra-se classificada como Imóvel de Interesse Público desde 1963.

## Características
Possui um enquadramento rural, relativamente isolada da vila. Está rodeada por terrenos agrícolas, junto ao antigo cemitério.
De pequenas dimensões, em estilo manuelino, apresenta fachada com sineira lateral. Internamente apresenta uma só nave abobadada, com pilares de apoio do arco triunfal com bases e capitéis manuelinos.